# ATRAC
Az ATRAC (Adaptive Transform Acoustic Coding, azaz adaptív transzformációs hangkódolás) egy a Sony által kifejlesztett hangtömörítési eljárás. Az 1992-es MiniDisc volt az első kereskedelmi termék, ami támogatta az ATRAC-ot. Az ATRAC lehetővé tette, hogy egy viszonylag kicsi lemezen, mint a MiniDiscen CD-nyi hosszúságú zenét tároljanak minimális veszteséggel, élvezhető minőségben. Napjainkban az ATRAC-ket a Sony zenelejátszóiban használják. A kodek tökéletesített formája az ATRAC3, ATRACplus és ATRAC Lossless 1999-ben, 2002-ben, és 2006-ban jelent meg.
A többi MiniDisc gyártó mint, a Sharp és a Panasonic szintén megvalósították a saját ATRAC kodekjüket. A hibrid veszteségmentes tömörítési eljárás, ahol szinte egyedülálló módon a veszteségmentesen tömörített fájl tartalmazza a hang egy veszteségmentesen kódolt változatát, és a veszteségmentes és veszteséges kódolás különbségét is, 2006-ban került az ATRAC családba.
Az ATRAC formátumú zenék jellemző kiterjesztései: .aa3, .oma.

## Általános bitráta minőség
Az ATRAC eredeti 292 kbit/s bitrátája közel CD minőségű hangot tárolt. Ez a bitráta az, amit az eredeti MiniDisceknél is használnak. Évekkel később az ATRAC javításon esett át, aminek következtében általánosan jobb minőséget mutatott a korábbi verzióknál, ráadásul hasonló bitráta mellett. Az összehasonlítás végett a CD-k 1411,2 kbit/s-on vannak kódolva, és a veszteség nélküli kódolók 1000 kbit/s alatt kódolnak (egyes adatfajták, pl. az emberi beszédhang jóval kisebb bitrátával kódolható).

## Bitráta minőségű más formátumokhoz képest
A Sony igénye szerinte az ATRAC3plus 64 kbit/s-on olyan minőséget szolgáltat, mint az MP3 128 kbit/s-on, amellyel a kodek bekerült a HE-AAC, mp3PRO, és a Windows Media Audio(hasonló igénye volt a Microsoft-nak is) csoportjába.

## Teljesítmény
Az ATRAC mérnökei az ATRAC algoritmust szoros együttműködésben fejlesztették ki az LSI fejlesztő mérnökökkel annak érdekében, hogy a Sony egy olyan kézzel fogható terméket mutasson be, amely képes gyorsan kódolni minimális fogyasztással. Ezzel szemben a többi kodek melyeket számítógépre fejlesztettek, nincs tekintettel a hordozható hardverokra.
A Sony Walkmanek jobb akkumulátor élettartamot kínálnak az ATRAC fájlok lejátszásakor, mint az MP3 fájlok esetén. Mindazonáltal a Sony ATRAC kompatibilitás csak a japán piacon tesz a Sony Ericsson Walkman sorozatú telefonokba, ezért nem támogatják a GSM / UMTS-telefonok piacán. A Sony Xplod szériájú autós CD lejátszók is támogatják az ATRAC CD-ket. Régen az Eclipse márkájú autós lemezlejátszók is támogatták az ATRAC formátumú MiniDisc-eket.